# Wołodymyr Rodionow
Wołodymyr Kostiantynowycz Rodionow, ukr. Володимир Костянтинович Родіонов, ros. Владимир Константинович Родионов, Władimir Konstantinowicz Rodionow (ur. 12 października 1949 w Nowosybirsku, FSRR) – radziecki i ukraiński piłkarz pochodzenia rosyjskiego, grający na pozycji pomocnika.

## Kariera piłkarska

### Kariera klubowa
W rodzimym mieście grał w hokejowej drużynie Sibir Nowosybirsk. W 1969 rozpoczął karierę piłkarską w FK Yangiyer razem z dwoma starszymi braćmi. W następnym roku przeszedł do Neftianik Fergana, skąd w połowie roku został zaproszony do Paxtakoru Taszkent. Potem służył w wojskowym klubie SKA Rostów nad Donem. W 1973 został przeniesiony do Charkowa, gdzie grał w drużynie rezerw Metalista Charków. Po zwolnieniu z wojska, od 1974 do 1976 występował w Czornomorcu Odessa. W 1977 przeniósł się do Dnipra Czerkasy. W 1979 został piłkarzem Awanhardu Równe. W 1980 zasilił skład Spartaka Iwano-Frankiwsk, w którym zakończył karierę piłkarza.
Potem trenował i występował w drużynach amatorskich Odessy. W sezonie 1993-1994 zagrał w amatorskim zespole Perwomajec Perwomajśke.

## Kariera trenerska
Po zakończeniu kariery piłkarza rozpoczął pracę szkoleniowca. Od lat 80. XX wieku trenował amatorskie zespoły Odessy i obwodu odeskiego. Również pracował jako inspektor meczów piłkarskich mistrzostw Odessy i obwodu. Trenował dzieci w Szkole Sportowej „Olimp”.

## Sukcesy i odznaczenia

### Sukcesy piłkarskie
Czornomoreć Odessa
- brązowy medalista Mistrzostw ZSRR: 1974

### Odznaczenia
- tytuł Mistrza Sportu ZSRR: 1974